# Josep Mayol Collell
Josep Mayol Collell (Llagostera, Gironès, 1934 - 24 de novembre de 2021) fou un pintor i dibuixant català.
Pintor, fill de pintor i pare de pintores Josep Mayol arribà al Prat de Llobregat a la dècada dels 60, esdevenint una figura cabdal de l'activisme cultural i artístic d'aquest municipi, per la seva contribució com a mestre i mentor de diverses generacions de creadors locals. Entre els anys 1975 i 1976 creà l'Escola Municipal de Dibuix i Pintura del Prat de Llobregat, amb el suport d'un grup d'entusiastes voluntaris i el llavors anomenat Patronato Municipal de Cultura del Prat, una escola de dibuix inspirada en la que Rafael Mas i Ripoll havia creat a Llagostera i en l'estela de la qual el pare d'en Josep, Pere Mayol, va exercir molts anys la docència.
L'escola, creada per Mayol a les golfes de Torre Balcells, va ser la llavor de les posteriors escoles de dibuix i evident precursora de l'actual Escola d'Arts. A més d'impulsar la seva creació, Mayol també va ser el director de l’escola durant més de 25 anys i hi va desenvolupar una important tasca pedagògica. En el seu moment, aquesta escola va significar un gran avenç social i cultural en un context de dificultats i desarrelament per la manca d'opcions de lleure per a molts joves arribats al Prat amb les grans onades migratòries en ple franquisme.
En Josep va heretar del seu pare l'amor per l'art i el va transmetre a les seves filles Montse i Rosa. Destacat paisatgista, partidari d’un estil minuciós, treballat, fonamentat en el dibuix i el realisme, va exposar els seus olis, carbons o aquarel·les en diverses ciutats amb més de cent exposicions individuals.

## Reconeixements
Per la seva contribució, Mayol va ser reconegut amb el Premi Ciutat del Prat el 2010 i també com a Fill adoptiu d'aquest municipi l'any 2017, per les seves importants contribucions al món artístic i cultural d'aquest municipi, al qual estigué tan lligat. A Llagostera, l'any 2015, se'l va homenatjar amb una exposició i actes de reconeixement a partir de la iniciativa que va impulsar el consistori llagosterenc i l’Escola d’Art que porta el nom del seu pare Pere Mayol.